# Bartwichse

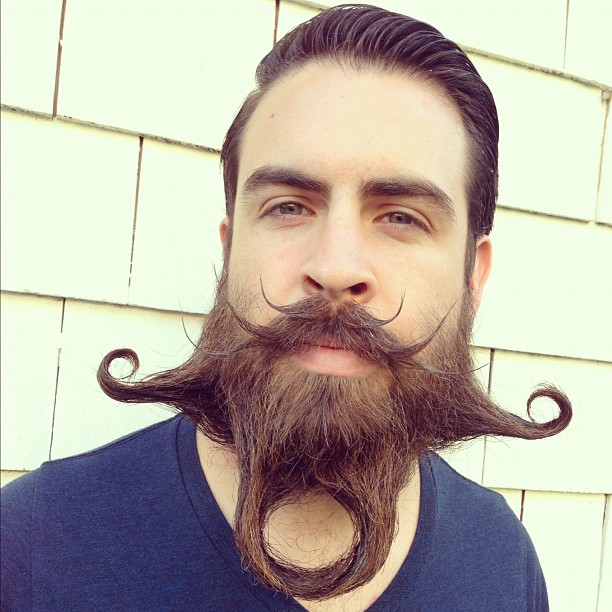
Ein mit Bartwichse geformter Vollbart

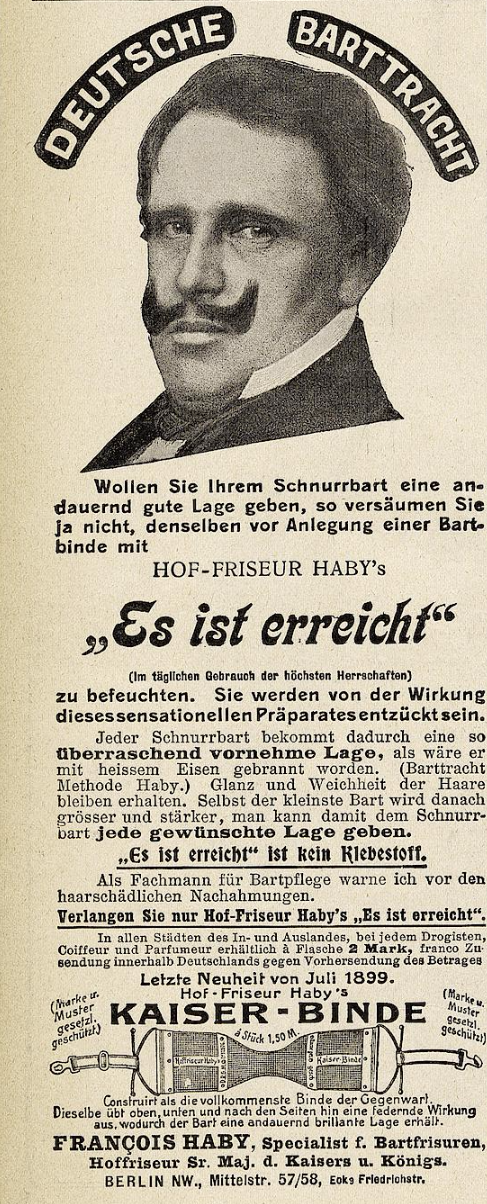
Werbung für die Bartwichse Es ist erreicht von und mit Hoffriseur François Haby (1900)

Bartwichse, auch Bartwachs oder Bartpomade genannt, ist ein traditionelles Kosmetikprodukt für den Mann. Sie ähnelt der Pomade, dient aber als Bartbefestigungsmittel speziell der Pflege des Schnurrbarts. Bartwichse wird als fertiges Produkt in Tuben und Dosen angeboten und mit den Fingern in den Bart eingerieben (Bartwichsen). Der Bart wird dadurch weich und formbar und kann in die gewünschte Form gebracht oder gezwirbelt werden. Um Gerüchen vorzubeugen, bedürfen mit Bartwichse behandelte Bärte zudem einer täglichen Pflege. 
Bei Bartmeisterschaften heißen Bärte, die mit Hilfsmitteln wie Bartwichse künstlich verändert werden, auch Freistil- oder Freestyle-Bärte.

## Inhaltsstoffe
Bartwichse enthält üblicherweise Bienenwachs, Kokosnussöl oder Sheabutter – generell: ein Pflanzenöl mit gesättigten Fettsäuren, das bei Raumtemperatur fest ist und nicht ranzig werden kann – oder auch Talg sowie Vaseline, Gummi arabicum oder ein Naturharz; für einen angenehmen Geruch können ätherische Öle zugesetzt werden.

## Marken und Hersteller
Bekannt ist besonders die Ungarische Bartwichse oder im englischsprachigen Raum Fisticuffs Mustache Wax.
Zu den bekannten Herstellern von Bartwichse zählte etwa der Hoffriseur Kaiser Wilhelms II., François Haby.